# باشگاه فوتبال لویس-آرارات
باشگاه فوتبال لویس-آرارات ایروان (ارمنی: Ֆուտբոլային Ակումբ „Լույս-Արարատ“ Երևան; انگلیسی: FC Luys-Ararat) یک باشگاه فوتبال در شهر ایروان و در کشور ارمنستان می‌باشد که در لیگ دسته اول فوتبال ارمنستان بازی می‌کرد.
این باشگاه در سال ۱۹۹۴ میلادی منحل شد.

## آمار لیگ
| ارمنستان (۱۹۹۲ – ۱۹۹۳) |                       |     |      |     |       |      |        |          |     |        |      |
| فصل                    | دسته                  | سطح | بازی | برد | تساوی | باخت | گل زده | گل خورده | +/- | امتیاز | مکان |
| ۱۹۹۲                   | لیگ دسته اول          | ۲   | ۲۶   | ۱۷  | ۴     | ۵    | ۶۱     | ۲۵       | +۳۶ | ۳۸     | 7.   |
| ۱۹۹۳                   | لیگ دسته اول - گروه B | ۲   | ۲۰   | ۶   | ۴     | ۱۰   | ۳۳     | ۳۲       | +۱  | ۱۶     | 9.   |